# Ibn Marwan
Abd-ar-Rahman ibn Marwan al-Jil·liqí ibn Yunus (àrab: عبد الرحمن بن مروان, ʿAbd ar-Raḥmān b. Marwān), conegut com a Ibn Marwan i de malnom Ibn al-Jil·liqí (àrab: الجليقي, al-Jillīqī, literalment ‘el Fill del Gallec’), (mort en 889) fou un emir d'Extremadura de la segona meitat del segle ix.
Pertanyia a una família de muladís conversos originaris del nord del modern Portugal que es va instal·lar a Mèrida. El seu pare, Marwan ibn Yunus, fou nomenat governador de Mèrida per l'emir omeia de Còrdova Muhàmmad I (852-886) però Abd-ar-Rahman es va revoltar contra el seu sobirà el 868. Muhàmmad va enviar un contingent que va obligar a la ciutat a rendir-se i Abd-ar-Rahman va haver d'anar a Còrdova on se li va fixar la residència. Va restar a la capital de l'emirat fins al 875, quan va tornar a Mèrida on amb el suport dels clients de la família es va revoltar i va desconèixer l'autoritat de l'emir. Es va fer fort al castell d'Alanje, però Muhàmmad hi va enviar tropes i es va haver de rendir; llavors li fou assignada residència a Badajoz (Batalyaws).
No va restar molt de temps tranquil, i el 876/877 es va revoltar altre cop i aquesta vegada va tenir el suport del senyor de Porto (Burtukal) Sadun as-Surunbakí i del rei asturlleonès Alfons III. L'exèrcit enviat per l'emir dirigit pel general Hàixim ibn Abd-al-Aziz, va patir una emboscada a la Serra d'Estella i el general fou fet presoner i entregat al rei Alfons. Calia esperar una forta reacció de l'emir i Abd-ar-Rahman va fugir cap a terres del rei cristià on va romandre vuit anys, retornant a Badajoz el 884. Llavors va fer un acord amb l'emir pel qual de fet governaria un extens principat abraçant la vall del Guadiana i el sud de Portugal. Aquest acord es va mantenir amb els emirs al-Múndhir (886-888) i Abd-Al·lah ibn Muhàmmad (888–912).
Va governar com a virtual emir independent (però sense tenir reconegut el títol) fins a la seva mort el 889 quan el va succeir el seu fill Marwan ibn Abd-ar-Rahman.